# Општина Богешти (Вранча)
Богешти (рум. Bogheşti) општина је у Румунији у округу Вранча.
Oпштина се налази на надморској висини од 213 m.